# Micronia responsaria
Micronia responsaria är en fjärilsart som beskrevs av Walker. Micronia responsaria ingår i släktet Micronia och familjen Uraniidae. Inga underarter finns listade i Catalogue of Life.